# Tegulaster alba
Tegulaster alba is een zeester uit de familie Asterinidae.
De wetenschappelijke naam van de soort werd in 1938 gepubliceerd door Hubert Lyman Clark.